# Ghiacciaio Anchialus
Il ghiacciaio Anchialus (in inglese Anchialus Glacier) è un ghiacciaio lungo 8,5 km e largo 3,4, situato sulla costa di Zumberge, nella parte occidentale della Terra di Ellsworth, in Antartide. In particolare, il ghiacciaio si trova nelle cime Sostra, sul versante orientale della dorsale Sentinella, nelle montagne di Ellsworth. Il ghiacciaio è poi situato a nord del piede del ghiacciaio Embree, a est del ghiacciaio Sabazio e a sud del piede del ghiacciaio Newcomer, e da qui fluisce verso nord, lungo il versante nordorientale del monte Malone fino ad unire il proprio flusso a quello del sopraccitato ghiacciaio Newcomer, a est del monte Lanning.

## Storia
Il ghiacciaio Anchialus è stato così battezzato dalla Commissione bulgara per i toponimi antartici in onore dell'antica città greca di Anchialus, nell'odierna Bulgaria sudorientale.